# Spartan (personaggio)
(Spartan)
Spartan è un personaggio della serie a fumetti WildStorm Wildcats, illustrata da Jim Lee e scritta da Brandon Choi.
È un Androide Guardiano Cherubino Spartan classe Hadrian, più comunemente chiamati Spartan, che sembra aver sviluppato una coscienza a seguito delle varie reincarnazioni subite; parte della quale è dovuta alla presenza dell'anima di John Colt (alias il Lord Cherubino Yohn Kohl) all'interno del suo software. A seguito dell'ascensione di Lord Emp erediterà da lui l'alias di Jack Marlowe.

## Personalità
L'Androide Guardiano Cherubino Spartan classe Hadrian dimostra a differenza di qualsiasi altra classe di droidi di provare sentimenti e possedere delle emozioni, il software centrale che permette agli Spartan di essere distrutti e successivamente resuscitare in un nuovo corpo cibernetico trasferendo un'unica coscienza da un modello all'altro permette infatti che esista un solo Spartan attivo alla volta e questa condizione di unicità lo rende diverso da qualsiasi altro droide. A seguito dell'inserimento all'interno del software suddetto della coscienza (o memoria) di Yohn Kohl inoltre, il droide ha incominciato a manifestare la personalità del Cherubino. Tale particolarità fa sì che dimostri affetto e abitudini umane come senso dell'umorismo, dell'onore e della giustizia. È inoltre in grado di provare rabbia, tristezza e dolore e la condizione di reincarnazione continua gli procura un senso di disagio costante che talvolta lo porta ad avere crisi di identità.
Spartan ha un acceso rapporto di rivalità con Grifter ed ha con lui svariate discussioni derivate dal modo completamente opposto che i due hanno di vedere le cose. Nonostante il pistolero dimostri di non nutrire nessun sentimento di simpatia o stima per Spartan tuttavia il droide ha più volte manifestato di avere invece una muta ammirazione per la fermezza di Grifter sui suoi ideali ed in fin dei conti di considerarlo un amico.
Spartan è molto legato da un profondo sentimento di amicizia (derivato dalla personalità di Yohn Kohl) a Mr. Majestic, il quale però pur ricambiando non riconosce in lui l'amico di un tempo e perciò gli si rivolge chiamandolo Hadrian (la classe dei droidi Spartan).
Spartan tiene a tutti i suoi compagni e darebbe la vita per loro ma dimostra un affetto particolare per Voodoo e Zelota, verso le quali prova forti sentimenti. Condivide inoltre un rapporto di affetto quasi paterno con Lord Emp, e sebbene il suo software centrale sia conscio delle usanze Cherubine quando Emp ascenderà Spartan non accetterà il misticismo della cosa continuando a sostenere che Marlowe è "morto".
Emp è ad ogni modo l'unico Cherubino a trattare Spartan come un uomo piuttosto che come un automa e a dimostrazione di ciò gli lascerà la Halo Corporation e l'alias di Jack Marlowe con cui Spartan assumerà la direzione delle industrie fingendosi un parente di Jacob Marlowe, che in effetti lo aveva sempre considerato (come scritto nel suo testamento) un figlio.

## Biografia del personaggio

### Yohn Kohl
Lord Yohn Kohl appartiene alla razza aliena dei Cherubini (provenienti dal pianeta Khera) che per millenni si sono opposti alla razza dei Deamoniti in una guerra che si sposta lungo tutto il cosmo.
Migliaia di anni fa infuriò una battaglia nel nostro sistema solare che provocò l'ammaraggio delle due razze sul nostro pianeta. La guerra proseguì sul nostro mondo influenzando la storia e la mitologia, in quanto entrambe le razze sono dotate di una longevità tale da essere considerati immortali. Khol fu un eroe tal che in suo omaggio i Cherubini diedero il suo aspetto all'Androide Guardiano Cherubino Spartan classe Hadrian.
Nel 1930, Yohn Kohl si faceva chiamare John Colt e divenne un famoso avventuriero ed eroe tanto che il governo lo reclutò nel Team One. Durante una missione il Cherubino fu posseduto da un Deamonita e contrasse quindi una misteriosa forma di cancro, a causa della sofferenza supplicò l'amico Lord Majestros di ucciderlo.
La sua richiesta fu eseguita ma Lord Emp fu poi in grado di trasferire la personalità di Colt nel software che governa i droidi classe Hadrian.

### Spartan
Quando Emp assemblò il Covert Action Team, noto anche come WildC.A.T.s, per continuare la guerra ai Deamoniti inserisce l'androide tra le file del gruppo con l'incarico di leader.
Spartan svolgerà diverse missioni coi Wildcats e sarà anche nominato guardia del corpo di Lord Emp quando questi incomincerà il cammino di ascensione per divenire Alto Lord di Khera a seguito della visita al pianeta di origine di Cherubini.
Durante la guerra a Kaizen Gamorra, che coinvolge tutti i gruppi dell'universo Wildstorm, Kaizen si rivela essere il corpo di Yohn Kohl rigenerato, ma completamente corrotto a causa dell'assenza di coscienza, esso aveva catturato il vero Kaizen Gamorra e preso il suo posto. La presenza del corpo riattiva in Spartan i vecchi ricordi. In seguito il corpo del finto Kaizen viene distrutto e Spartan inizia a farsi chiamare John Colt.
Spartan sarà presente durante l'ascensione di Emp e verrà investito da una grande carica di energia che ne incrementerà i poteri. Il droide sarà molto dispiaciuto della morte del suo mentore e amico ma si rincuorerà quando scoprirà che Marlowe, che da sempre lo considerava come un figlio gli aveva lasciato in eredità la Halo Corporation e il titolo di direttore dei Wildcats con il nome fittizio di Jack Marlowe.

### Jack Marlowe
Spartan trasferirà la sede della Halo a Los Angeles incominciando a prendersene cura come presidente. Terminerà inoltre il flirt con Voodoo dichiarando che non erano fatti l'uno per l'altra, e da dunque a Maul (da tempo innamorato della ragazza) la sua benedizione.
Marlowe ha iniziato a utilizzare la tecnologia Cherubina per la produzione di apparecchiature high-tech ben al di là della tecnologia umana da distribuire sul mercato in modo da migliorare la qualità della vita. Void divenne sua collaboratrice e segretaria durante questo periodo inoltre tra i due si venne a creare un legame psichico che permise loro la fusione di modo da incrementare ulteriormente i poteri di Jack.
Marlowe si servì inoltre sempre più spesso dei servizi di Grifter come sabotatore industriale ed in breve divenne il suo braccio destro sebbene il rapporto tra i due rimase invariato.
Pian piano Marlowe diverrà una figura politica sempre di maggior spicco, senza abbandonare il suo impegno coi Wildcats nei panni di Spartan.
Jack Marlowe divenne inoltre finanziatore del Seminario, una scuola per giovani supereroi.
A seguito del disastro globale che colpì l'universo WildStorm, Jack Marlowe iniziò un piano di aiuto verso i superstiti alla catastrofe sfruttando le risorse della Halo Corporation, assieme ai Wildcats ed all'amico/nemico Grifter, che nonostante tutto resta al suo fianco fedelmente (salvo le consuete incomprensioni). Inoltre riallaccia la relazione con Voodoo.

## Poteri e abilità
(Grifter commenta sarcastico le abilità di Spartan a seguito di una sua nuova distruzione.)
La caratteristica principale dell'Androide Guardiano Cherubino Spartan classe Hadrian è quella di potersi autoriparare in caso di danni subiti mentre invece in caso di distruzione di poter trasferire la propria coscienza all'interno di un altro corpo meccanico attraverso un software comune che li collega tutti. I suddetti corpi cono tenuti all'interno di una stanza sotterranea nella sede della Halo corporation.
Il Software garantisce ad ogni Spartan le stesse competenze di lotta di un signore della guerra di Khera addestrato ed una elevata percezione sensoriale, oltre che l'integrità di tutte le memorie inseritevi, le quali sopravvivono sempre interamente nel corpo centrale. La mente di ognuno dei droidi è paragonabile a quella di un supercomputer, cosa che consente a Spartan di selezionare sempre la strategia migliore in ogni situazione.
Ogni corpo cibernetico degli androidi classe Hadrian dispone di una forza, una resistenza ed un'agilità sovrumane, oltre che della capacità di rendersi invisibili tramite dei deflettori di luce integrati negli apparati robotici del droide. Gli Spartan possono inoltre generare ed emettere energia sotto forma di scudi per proteggersi e di scariche per difendersi. Inoltre dispone di un sistema di volo.
Lord Emp a seguito della sua ascensione a forza cosmica ha lasciato a Spartan un enorme quantitativo di deposito di energia che è andato a incrementare queste abilità.
Spartan può inoltre fondersi con Void (sempre a seguito dell'ascensione di Emp e per sue esplicito volere), condizione che aumenta notevolmente le capacità di emissione di energia di cui è dotato Spartan, oltre che ovviamente la forza dell'androide, che sale ad un livello simile a quello di Mr. Majestic. Inoltre acquisisce così le capacità di teletrasporto di Void, a loro volta incrementate.

## Altre versioni

Spartan nella serie animata.

- Nella versione alternativa dell'universo 838 viene presentata una versione femminile di Spartan agli ordini di Midnighter.
- Nell'universo Deathmate Spartan è un membro degli HardC.A.T.s.
- In un'avventura temporale vissuta da Mr. Majestic viene presentata una versione futura di Spartan in un 2006 dove i Deamoniti hanno conquistato il mondo ed hanno preso possesso dell'androide.
- In un'altra miniserie Mr. Majestic appare oramai vecchio, che vaga in solitudine per lo spazio in un futuro devastato da una catastrofe cosmica e viene assorbito da un'entita aliena che si scoprirà essere Spartan.
- Nella Smoosh reality viene presentata una versione alternativa del personaggio di nome Spartess, amalgama tra Spartan e Sublime, in questa versione è membro dei CyberC.A.T.s..
- Nel crossover Marvel/WildStorm Spartan è un androide modellato su Capitan America (celebre eroe della seconda guerra mondiale, così come lo è Yon Kohl nella versione regolare). È un membro dei Vendicatori e ha una relazione sentimentale con Scarlet (richiamo questo all'universo Marvel classico, dove Wanda ha una relazione con un altro uomo artificiale, la Visione) e combatte nella terza guerra mondiale, che vede l'umanità unita contro lo schieramento di forze formato dai Deamoniti, dal Dottor Destino e dagli Skrull.

## Altri media
- Del personaggio esiste anche una versione animata nella serie d'animazione La sfera del tempio orientale. In questa versione la voce del personaggio è data da Rod Wilson in originale e da Mario Scarabelli in italiano.

## Curiosità
- La fortuna della Halo Corporation dopo che la direzione venne presa da Spartan è stimata attorno ai 3.000 miliardi di dollari, mentre la fortuna personale dell'uomo è stimata attorno ai 500 miliardi di dollari.
- Spartan si riferisce a sé stesso come Hadrian, mentre l'unico personaggio che lo chiama Jack Marlowe (a parte l'opinione pubblica) è Voodoo.